# Заудье
Заудье (до 1946 Панская Терновка, укр. Зауддя) — село,
Введенский поселковый совет,
Чугуевский район,
Харьковская область, Украина.
Код КОАТУУ — 6325455301. Население по переписи 2001 года составляет 115 (45/70 м/ж) человек.

## Географическое положение
Село Заудье находится на правом берегу реки Уды,
выше по течению на расстоянии в 3 км расположено село Красная Поляна (Змиёвский район),
ниже по течению на расстоянии в 5 км расположено село Старая Покровка,
на противоположном берегу — село (бывшая слобода) Терновая.
К селу примыкает большой лесной массив (дуб).

## История
- Начало 18 века — основание села Панская Терновка, населённого крепостными крестьянами и расположенного через реку Уды напротив слободы Терновая, населённой лично свободными людьми.
- На карте РККА Донбасса 1940 года Панская Терновка является правобережной частью села Терновая и обозначена «(Терновое) (Панская Терновка)».[7]
- В 1940 году, перед ВОВ, в Панской Терновке было 102 двора, церковь, ветряная мельница.[5]
- 1947 — официальная дата присвоения статуса посёлка.

## Происхождение названия
Село названо так потому, что находится за Удами по отношению к исторической (более старой) части слободы Терновая Харьковской агломерации (на противоположном берегу реки Уды).
Первоначальное название Панская Терновка отражало статус села, в основном населённого крепостными, принадлежавшими «панам».